# Sonja Atanasijević
Sonja Atanasijević (Lebane, 1962) srpska je književnica.
Diplomirala je na Ekonomskom fakultetu u Beogradu. Član je Srpskog književnog društva i član saradnik Matice srpske.
Živi u Beogradu. Piše romane, priče i eseje.

## Dela

### Romani
- Oni su ostali (Narodna knjiga, 1995)[2]
- Crveni krug (Rad 1997, Narodna knjiga, 2007)
- Bekstvo iz akvarijuma ( Narodna knjiga, 2003, 2005)
- Narandže za Božanu ( Narodna knjiga, 2004, 2005)
- Ko je ubio Alfija ( Dereta, 2010)[3]
- Vazdušni ljudi (Prosveta, 2013,2014)[4]
- Velika laž (Plato, 2016)[5]
- Spavaj, zveri moja (Blum izdavaštvo, 2020)
- Veštice iz Ilinaca (Blum izdavaštvo, 2023)[6]

### Zbirke priča
- Krilata tuga (Narodna knjiga, 2005)

## Nagrade i priznanja
- Nagrada Zlatni Hit Liber, uži izbor za NIN-ovu nagradu i najuži izbor za Žensko pero, za roman Bekstvo iz akvarijuma
- Nagrada Zlatni Hit Liber, najuži izbor za Žensko pero i Isidorinim stazama, za roman Narandže za Božanu
- Najuži izbor za nagradu Miroslav Dereta, za roman Ko je ubio Alfija
- Nagrada Branko Ćopić, najuži izbor za NIN-ovu nagradu, za roman Vazdušni ljudi
- Uži izbor za Žensko pero, za zbirku priča Krilata tuga
- Najuži izbor za nagradu Stevan Sremac za roman Velika laž.
- Širi izbor za NIN-ovu nagradu i nagradu „Beogradski pobednik” za roman Veštice iz Ilinaca

## Spoljašnje veze
- Svet kultura/ Izabrano pet kandidata za NIN-ovu nagradu
- SKC/Sonja Atanasijević: Vazdušni ljudi
- „Srpsko književno društvo, Sonja Atanasijević „Velika laž“”. You Tube. Приступљено 9. 9. 2020.